# 村松えり
村松 えり（むらまつ えり、1977年9月19日 - ）は、日本の女優。エビス大黒舎所属。東京都出身。身長158cm、体重50kg。

## 来歴・人物
東京都出身。幼稚園から高等学校までを雙葉学園で過ごす。聖心女子大学卒業。
文学座付属演劇研究所第40期。
フランス語と英語が堪能で、翻訳もこなす。
文学座で2つの公演に出演後、研修科を卒業。かつては、ホリプロ・ブッキング・エージェンシーに所属していた。
2015年5月より、エビス大黒舎に所属。
母は女優の村松英子、父は元・日本テレビの技師で、英語学者の南日恒太郎の孫にあたる南日恒夫。評論家の村松剛は伯父。作家・医師の川渕圭一は父方の従兄弟。
俳優の古山憲太郎は元夫。（2014年4月13日に離婚成立）

## 出演

### テレビ
- NHK時代劇『藤沢周平の人情しぐれ町』（2001年、NHK）
- 夫婦。（2004年、TBS）
- スローダンス（2005年、フジテレビ）
- うつへの復讐 〜絶望からの復活〜（2007年6月26日、日本テレビ）
- 水戸黄門（2005年：35部/2008年：38部、TBS）
- 土曜ワイド劇場『森村誠一の棟居刑事の青春の雲海』（2008年11月8日、テレビ朝日）
- 夢の扉 〜NEXT DOOR〜（TBS） - ドリームナビゲーター
- 日本らしい国づくり（2016年7月 - 、DHCシアター） - アシスタント
- プレミアムよるドラマ『ママゴト』 第3・4話（2016年9月13日・20日、NHK BSプレミアム）
- ドラマ10『ツバキ文具店〜鎌倉代書屋物語〜』 第2話（2017年4月21日、NHK） - 綿貫梨香 役
- 真夜中ドラマJ「グッド・バイ」 第5話（2018年8月11日、テレビ大阪・BSジャパン）
- ドラマ10『半径5メートル』第7話（2021年6月11日、NHK） - 漫画家妻 役

### ラジオ
- J-WAVE25（J-WAVE） - ナビゲーター
- MUSICSHELF presents 夜の終りに（FMおだわら） - ナビゲーター

### 舞台
- 同期の桜（1997年、紀伊國屋サザンシアター・劇団夜想会公演）
- 眠れる森の美女（1999年、旧細川邸サロン）
- るつぼ（2000年、紀伊國屋ホール・劇団夜想会公演）
- 思い出のブライトン・ビーチ（2001年、紀伊國屋ホール・文学座公演）[1]
- 遥かなる都（2001年、紀伊國屋サザンシアター・劇団夜想会公演）
- 大寺学校（2002年、文学座アトリエ・文学座公演）[2]
- 女狂言（2002年、俳優座劇場）
- 鹿鳴館（2003年、紀伊國屋サザンシアター・サロン劇場/劇団夜想会合同公演）
- 見よ、飛行機の高く飛べるを（2004年、シアタートラム）
- 千慮の一失（2005年、旧細川邸サロン・サロン劇場公演）
- 雨フル町ノ童話（2006年、シアターグリーン・R-vive公演）[3]
- 風待チ（2007年6月20日 - 25日、萬スタジオ・R-vive公演）[4]
- ダ・ヴィンチ・インスピレーション（2007年、イタリア文化会館アニェッリ・ホール）
- 薔薇と海賊（2007年11月2日 - 9日、紀伊國屋ホール・サロン劇場公演）
- 誰ガ為ニ陽ハ昇ル（2008年5月14日 - 18日、中野ザ・ポケット・R-vive公演）[5]
- キーン（2008年9月26日 - 10月19日、銀河劇場/10月23日 - 26日、兵庫県立芸術文化センター中ホール・ホリプロ公演）
- アケミ（2009年、シアタートップス・演劇ユニットHIGH LIFE公演）
- 竜小太郎特別公演 ご存知「忠臣蔵」-千住寿座の巻-（2009年、シアター1010）
- 竜小太郎特別公演 極めつけ「瞼の母」（2010年、三越劇場）
- 世界は踊る〜ちいさな経済のものがたり〜（2010年10月16日 - 17日、富士見市民会館キラリ☆ふじみ メインホール）[6]
- 赤とんぼ（2010年、新宿文化センター小ホール）
- 霜月狂と私（2010年11月8日 - 12日、エビス駅前バー・賛否両論公演）
- トップガールズ（2010年11月30日 - 12月5日、アイピット目白・ミズキ事務所公演）
- カフェ・ロッテンマイヤー（2010年、池袋・東京芸術劇場前 フェスティバル/トーキョーステーション ウィークエンド・カフェ）
- Call Me Hero!〜もう声なんかいらないと思った〜（2011年4月15日 - 17日、世田谷パブリックシアター・大橋ひろえ公演）
- 1924前夜（2011年9月24日、自由学園明日館ラウンジ・フェスティバル・トーキョー実行委員会公演）
- 海を越えて エミーとジョン（2011年、旧細川邸サロン・サロン劇場公演）
- 冬の怪談（2012年、サロン劇場公演）
- 冬の夢（2013年、サロン劇場公演）
- シンフォニ坂の男（2013年9月21日 - 30日、劇団道学先生公演）
- しろたへの春 契りきな（2014年1月18日 - 26日、サイスタジオコモネAスタジオ・Ring-Bong公演）
- グッドラック★ホモサピエンス（2014年、テアトルBONBON sekai record vol.3)
- 冬のロマン（2014年、サロン劇場公演）
- 闇のうつつに 我は我かは（2015年3月28日 - 4月5日、サイスタジオコモネAスタジオ・Ring-Bong公演）
- 剣劇少女と……恋する悪魔（2015年6月9日 - 14日、シアター風姿花伝・朝倉薫演劇団公演）[7]
- 館の殺人2（2015年、旧細川邸サロン・サロン劇場公演）
- 『驟雨』『記念』（2017年6月8日 - 11日、サロン劇場B-side公演）
- 朗読劇『少年口伝隊一九四五』（2017年8月9日、練馬文化センター小ホール）演出:保坂延彦[8][9][10]
- 冬に想うー語り芝居ー O・ワイルドと三島由紀夫の小品から（2018年、サロン劇場公演）
- ヘルマン（2024年1月18日 - 28日、吉祥寺シアター・ティーファクトリー公演）[11]
- べつのほしにいくまえに（2024年5月23日 - 26日、神奈川県立青少年センター スタジオHIKARI）[12]
- 『葉桜』『留守』(2024年8月23日 - 26日、サロン劇場B-side公演）

### 映画
- 紫陽花とバタークリーム（2012年、井川啓央監督） - 店長・ナナ 役[13][14]
- さよならとマシュマロを（2013年10月1日、井川啓央監督） - 店長・ナナ 役[15]
- キキチガイ（松田大佑監督） - 看護師 役[16]
- single mom 優しい家族。-a sweet family-（2018年10月6日、松本和巳監督） - 蟹場凛子 役
- 夏の小骨（2019年、松本優紀監督） - 春子 役
- 葬式の名人（2019年、樋口尚文監督）

### CM
- NTT東日本　「NTT東日本でしょ。社長」ギガらくWi-Fi篇
- 長野ろうきん
- ミサワホーム「南極×ミサワホーム」篇

### 翻訳
- 「サムライ」/「冒険者たち」オリジナル・サウンドトラック（ユニバーサルミュージッククラシック）
- 「リオの男」/「カトマンズの男」オリジナル・サウンドトラック（ユニバーサルミュージッククラシック）
- 「若者よ」英語字幕翻訳（鈴木太一監督・脚本・編集、2016年）ゆうばり国際ファンタスティック映画祭2016/フォアキャスト部門上映作品
- summer house vol.1「CARNAGE」(水野小論主宰、大澤遊演出、原作ヤスミナ・レザ、2025年)

### その他
- NGT48『青春時計』Type-B「菅原りこ#無難とは」 - 先生役[17][注釈 1]
- ネット配信　加瀬英明×倉山満『日本らしい国づくり』（2016年7月 - 2017年4月） - レギュラーMC
- ネット配信　加瀬英明×Dr.コパ初対談『ありのまま』#1（2017年）[18]